# Muban
Muban (en tailandés: หมู่บ้าน) es la más pequeña división administrativa de la organización territorial de Tailandia. Se puede traducir por poblado y constituyen las subdivisiones de los tambon. En el censo de 2000 constaban 69.307 muban. Tradicionalmente la composición de un muban es un grupo de 144 hogares o 746 personas. El muban es regido por un Phu Yai Ban (en tailandés: ผู้ใหญ่บ้าน), elegido por la población y ratificado por el Ministerio del Interior. El regidor cuenta con dos asistentes, uno para los asuntos de gobierno y otro para la seguridad. También puede haber un Comité del Poblado, elegido por los vecinos. El tiempo de mandato del regidor es de cinco años, pudiendo ser reelegido.
- Datos: Q1368879